# Jack Murphy (Politiker)
John „Jack“ Murphy (* 1920; † 11. Juli 1984) war ein irischer Politiker.
John Murphy nahm mit 14 Jahren eine Lehre als Tischler bzw. Zimmermann auf und ging zur Abendschule. Mit 16 Jahren trat er der IRA bei. Er engagierte sich gewerkschaftlich. 1941 wurde er in Curragh bis 1945 inhaftiert. 1956 verlor auch er seinen Arbeitsplatz. Er gründete im Januar 1957 das Unemployed Protest Committee und wurde 1957 im Wahlkreis Dublin South-Central als unabhängiger Kandidat in den 16. Dáil Éireann gewählt. Am 13. Mai 1958 trat er, nachdem er in einen Hungerstreik wegen des Haushalts getreten war, zurück. 1959 emigrierte Murphy nach Saskatchewan in Kanada. Er war wenig erfolgreich und kehrte 1964 nach Dublin zurück und arbeitete bis zu seinem Tod als Zimmermann und Tischler. 